# 마야마촌 (군마현)
마야마촌(일본어: 馬山村)은 일본 군마현 간라군에 설치되었던 촌이다. 현재의 시모니타정에 해당한다.

## 참고 문헌
- 角川日本地名大辞典編纂委員会, 『角川日本地名大辞典 10 群馬県』1988, 角川書店